# Galgupha denudata
Galgupha denudata är en insektsart som först beskrevs av Philip Reese Uhler 1863.  Galgupha denudata ingår i släktet Galgupha och familjen glansskinnbaggar. Inga underarter finns listade i Catalogue of Life.